# Saint-Ferriol
Saint-Ferriol település Franciaországban, Aude megyében. Lakosainak száma 114 fő (2022. január 1.). Saint-Ferriol Campagne-sur-Aude, Espéraza, Granès, Saint-Julia-de-Bec és Quillan községekkel határos.

## Népesség
A település népessége az elmúlt években az alábbi módon változott:
| Lakosok száma | 157  | 157  | 154  | 142  | 123  | 123  | 116  | 112  | 110  | 114  |
|               | 1968 | 1982 | 1990 | 2006 | 2013 | 2015 | 2017 | 2019 | 2020 | 2022 |